# 營養免疫學
營養免疫學（Nutritional immunology）是免疫学的一個分支學科，研究營養對免疫系统以及其保護功能的影響。營養免疫學中有一部份在研究飲食在預防及治療自體免疫性疾病、慢性病、过敏、癌症（文明病）及感染上的是否有功效。其他和營養免疫學有關的主題有營養不良、吸收不良以及營養相關的代謝疾病，也包括確認其免疫上的產物。